# Benignus Štefan
Benignus Štefan, plukovník in memoriam, (6. května 1918 Hradec Králové – 8. března 1943 Plouézec, Francie) byl československý pilot, který během druhé světové války létal v Royal Air Force. Za svoji službu obdržel vysoká československá a polská vojenská vyznamenání.

## Před válkou
Narodil se v Hradci Králové v rodině generála vojenské zdravotní služby MUDr. Libora Stefana jako jeden z osmi synů (druhý nejmladší).[zdroj⁠?!] Absolvoval klasické Rašínovo gymnázium (1936), byl skautem a cvičil v Sokole. Létat začal u Masarykovy letecké ligy v rámci akce 1000 nových pilotů republice. V roce 1936 nastoupil do důstojnické školy v Prostějově, po níž byl přidělen k Leteckému pluku 3 ve Spišské Nové Vsi. V letech 1937 až 1938 absolvoval Vojenskou akademii v Hranicích jako poručík letectva.

## Druhá světová válka

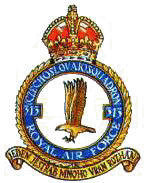
Znak 313. čs. peruti RAF

Po obsazení Československa odešel do Polska. Po ústupu na východ v době německého útoku po vypuknutí války byl při pokusu o přechod do Rumunska zajat Rudou armádou a internován. Po propuštění ze zajetí odjel přes Turecko a Palestinu do Velké Británie, kde vstoupil do RAF. V roce 1940 se stal pobočníkem velitele čs. letectva v Británii gen. Karla Janouška. V roce 1941 byl zařazen do leteckého výcviku, odkud byl vyřazen v roce 1942 jako nadporučík letectva (F/Lt). Přes 310. čs. stíhací peruť, se v červnu 1942 dostal k 313. čs. stíhací peruti, kde létal s letouny Supermarine Spitfire.
Dne 8. března 1943 Benignus Štefan odstartoval v sestavě peruti k akci Ramrod 57. Úkolem byl doprovod amerických bombardérů B-17 při útoku na seřazovací nádraží v Rennes v Bretani. Ve 14:20 byl nedaleko Saint-Malo tříčlenný roj čs. spitfirů napaden z převýšení dvojicí německých focke-wulfů. Jeho přemožitelem byl člen 8./JG 2 Uffz. Heinz Buteweg,[zdroj⁠?!] který si ve 14.12 nahlásil Spitfire v prostoru 14 West N/3917 ve výšce 7.500 m. W/Cdr Mrázek a F/Lt Muzika pozorovali, jak stroj F/Lt Štefana klesá v sérii řízených zatáček k zemi. Muzika jej sledoval při sestupu až do 3000 stop výšky, poté se musel odpoutat. Pilot ještě dokázal nouzově přistát, ale následkem zásahu do hrudi byl z letounu vynesen již mrtvý. Byl pohřben na vojenském hřbitově v Saint-Brieuc.
Bratr Benigna Štefana, podplukovník in memoriam Ivan Štefan, byl za odbojovou činnost odsouzen k smrti a popraven 12. 10. 1943 v Mnichově. Další bratr, MUDr. Aurelius Marcus Štefan, působil jako důstojník zdravotní služby nejprve u československých pozemních jednotek, a od roku 1942 u 313. peruti. Další z bratrů, Hvězdoslav Stefan, byl zatčen při pokusu o útěk do zahraničí a vězněn až do konce války.

## Po válce
Dne 15. srpna 2000 byla Benignu Štefanovi odhalena pamětní deska s kamennou stélou v Bilfotu ve Francii.
4. května 2006 byla Benignu Štefanovi a Ivanu Štefanovi odhalena pamětní deska na jejich rodném domě na Slezském předměstí v Hradci Králové. Přilehlá ulice nese od roku 1990 jméno Bratří Štefanů.

## Vyznamenání
- |  Československá medaile Za chrabrost před nepřítelem (2x, podruhé in memoriam)
- Československý válečný kříž 1939
- Kříž za chrabrost (Polsko)